# Gare de Barneville
Gare de Barneville vasútállomás Franciaországban, Barneville-Carteret településen.

## Vasútvonalak
Az állomást az alábbi vasútvonalak érintik:
- Train Touristique du Cotentin

## Kapcsolódó állomások
A vasútállomáshoz az alábbi állomások vannak a legközelebb:
- Gare de Port-Bail
- Gare de Carteret
- Halte du Tôt